# Primonatalus
Primonatalus prattae — викопний вид кажанів із родини Natalidae, який жив у ранньому міоцені у Флориді. Ця тварина, єдиний вид роду Primonatalus, відома за 32 скам’янілостями (верхня та нижня щелепи, окремі зуби та різні інші кістки).